# Abraham Rój

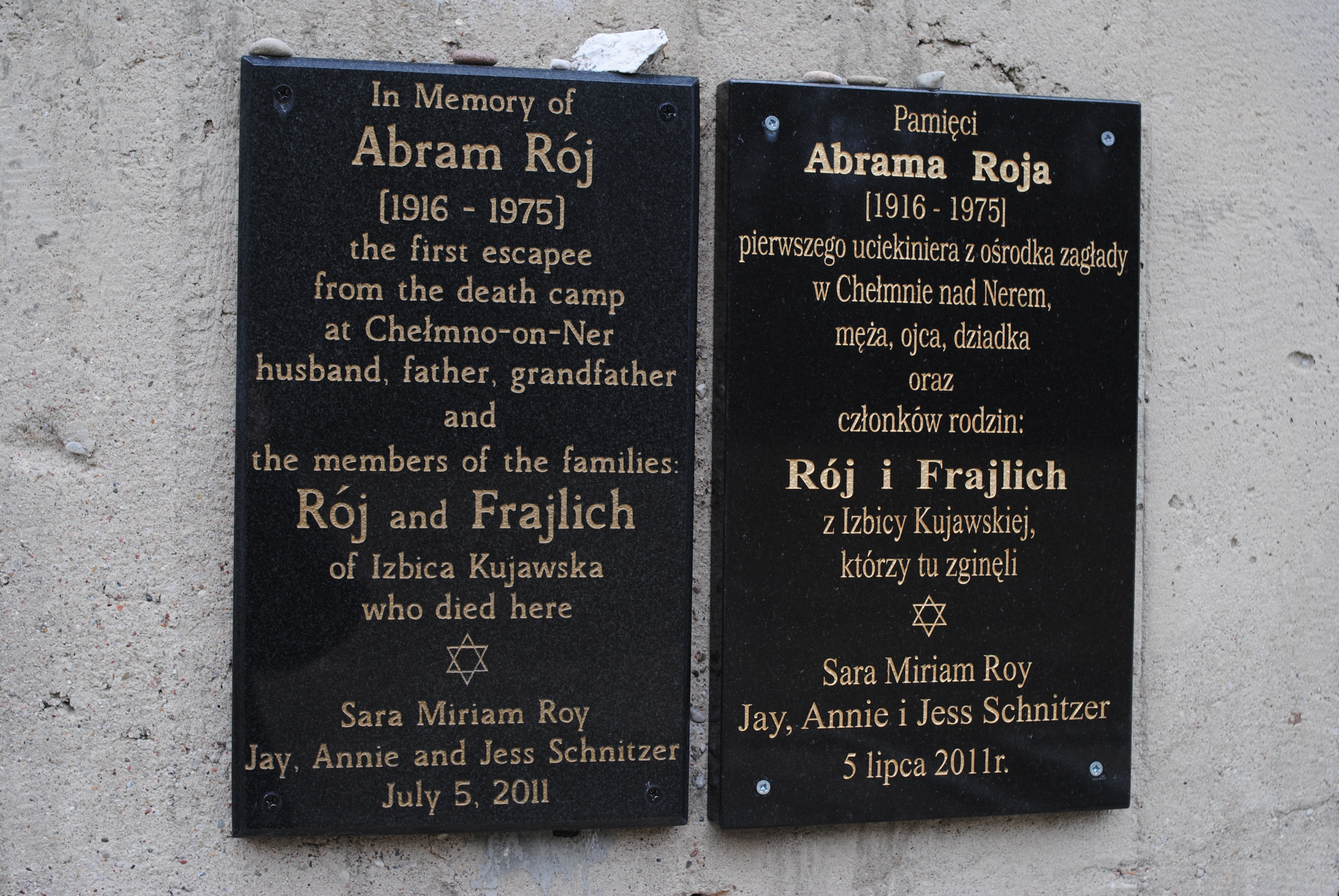
Tablica pamiątkowa upamiętniająca Abrahama Roja w Lesie Rzuchowskim

Abraham Rój lub Abram Rój (ur. 8 stycznia 1916 w Zbijewie lub Zbijewku, zm. 9 czerwca 1975) – polski krawiec pochodzenia żydowskiego, więzień i pierwszy znany z nazwiska uciekinier z niemieckiego obozu zagłady SS-Sonderkommando Kulmhof w Chełmnie nad Nerem.

## Życiorys
Syn Icka Majera i Sury z Rafałowiczów, miał dwóch braci i pięć sióstr. W 1917 roku wraz z rodziną mieszkał w majątku Ciepliny, a w 1930 roku mieszkał w Izbicy Kujawskiej, przy ulicy Kościelnej. 
Jako dziecko uczęszczał do chederu oraz do szkoły powszechnej w Izbicy Kujawskiej. Od grudnia 1929 roku terminował krawiectwo, następnie pracował jako krawiec. W sierpniu 1938 roku został zmobilizowany do wojska, a w marcu 1939 roku wcielono go do 69 Pułku Piechoty. Podczas kampanii wrześniowej brał udział w bitwie nad Bzurą, następnie dostał się do niewoli niemieckiej i przebywał w Stalagu XI A. W marcu 1940 roku wrócił do Izbicy Kujawskiej i ponownie pracował jako krawiec. 
9 stycznia 1942 roku został, wraz z grupą mężczyzn, deportowany z getta w Izbicy Kujawskiej i wysłany do obozu zagłady w Chełmnie nad Nerem. Przydzielony został do komanda grabarzy w Lesie Rzuchowskim. W nocy, 16 stycznia 1942 roku, dokonał ucieczki z pałacu w Chełmnie, wyczołgując się przez niewielkie okno na zewnątrz budynku i uciekając do lasu. Trzy dni później z obozu uciekli Szlama Ber Winer i Mordechaj Podchlebnik. 
Przedostał się na wieś i ukrył się w chłopskiej stodole, później udał się najprawdopodobniej do Koła, gdzie zobaczył wystawiony za nim list gończy. Później udał się prawdopodobnie do Grabowa, następnie przebywał w Krośniewicach. W lutym 1942 roku spotkał się w Koluszkach z Szlamą Winerem. Około 10 lutego udał się do Wierzbnika, prowadził korespondencję z Winerem, przebywającym wówczas w getcie warszawskim. W Wierzbnikach przebywał w obozie pracy przymusowej, zachorował także na tyfus. 30 lipca 1944 roku wraz z grupą więźniów trafił do Auschwitz-Birkenau. Z obozu uciekł prawdopodobnie w styczniu 1945 roku, podczas tzw. marszu śmierci. Ukrywał się w chłopskiej stodole, gdzie odnaleźli go żołnierze Armii Czerwonej, którzy nakazali następnie gospodarzom zadbać o Roja pod groźbą śmierci. 
Powrócił do Izbicy Kujawskiej, gdzie 3 lipca 1945 roku zarejestrował się w urzędzie gminnym. W sierpniu 1945 roku, wraz z Taubą Ruchlą Pakin z domu Frajlich, wyjechał z Polski używając fałszywych dokumentów. Udali się do Berlina, gdzie 26 października 1945 roku wzięli ślub. Następnie przez 6 lat pracował jako wspólnik w jednym z berlińskich kasyn. Wraz z żoną opuścił następnie Berlin i wyjechał do Stanów Zjednoczonych, dopłynął do Nowego Jorku 11 lipca 1951 roku. Zamieszkał następnie w Hartford, gdzie podjął pracę jako krawiec. W Hartford otworzył zakład krawiecki i pralnię, debiutował także jako poeta oraz malarz. 
W 1955 roku urodziła mu się córka Sara. Od 1964 roku mieszkał na przedmieściach West Hartford. Zmarł 9 czerwca 1975 roku w wyniku zawału serca. 

## Upamiętnienie
W 2011 w lesie rzuchowskim koło Chełmna umieszczono poświęconą mu tablicę pamiątkową. 